# Zsolt Erdei
Zsolt Erdei (Budapest, 31 de mayo de 1974) es un deportista húngaro que compitió en boxeo.
Participó en dos Juegos Olímpicos de Verano, en los años 1996 y 2000, obteniendo una medalla de bronce en Sídney 2000, en el peso medio.
Ganó una medalla de oro en el Campeonato Mundial de Boxeo Aficionado de 1997 y tres medallas en el Campeonato Europeo de Boxeo Aficionado entre los años 1996 y 2000.

## Palmarés internacional
| Juegos Olímpicos   | Juegos Olímpicos    | Juegos Olímpicos  | Juegos Olímpicos |
| Año                | Lugar               | Medalla           | Categoría        |
| ------------------ | ------------------- | ----------------- | ---------------- |
| 2000               | Sídney (Australia)  | Medalla de bronce | 75 kg            |
| Campeonato Mundial |                     |                   |                  |
| Año                | Lugar               | Medalla           | Categoría        |
| 1997               | Budapest (Hungría)  | Medalla de oro    | 75 kg            |
| Campeonato Europeo |                     |                   |                  |
| Año                | Lugar               | Medalla           | Categoría        |
| 1996               | Vejle (Dinamarca)   | Medalla de plata  | 75 kg            |
| 1998               | Minsk (Bielorrusia) | Medalla de oro    | 75 kg            |
| 2000               | Tampere (Finlandia) | Medalla de oro    | 75 kg            |